# Hatzor HaGlilit
Hatzor HaGlilit (in ebraico חָצוֹר הַגְּלִילִית‎?, letteralmente "Hatzor di Galilea") è una città sull'altopiano di Korazim nel nord di Israele vicino a Rosh Pina e Safad. Prende il nome dal vicino sito biblico di Hazor. Nel 2019 aveva una popolazione di 9 272 abitanti.

## Storia
Hatzor o Hazor era una città cananea e successivamente israelita all'interno della tribù di Neftali (Giosuè 19:36) durante la tarda età del bronzo e l'inizio dell'età del ferro, che fu conquistata dal sovrano assiro Tiglatpileser III nel 732 a.C. e la sua popolazione fu deportata, mentre la città era rasa al suolo.
Hatzor HaGlilit fu fondata tra il 1952 e il 1953 come accampamento di transizione. Il nuovo insediamento fondato si trovava sui terreni del villaggio palestinese spopolato di Mughr al-Khayt, 1 km a sud-est del sito del villaggio. I due accampamenti di transizione adiacenti furono inizialmente chiamati "Hatzor A" e "Hatzor B", dal nome del vicino sito biblico di Hazor, e ospitavano immigrati e rifugiati, principalmente ebrei del Nord Africa.
Nel 1956, Hatzor HaGlilit ottenne lo status di consiglio locale. Nel 1958, Hatzor HaGlilit aveva una popolazione di 4 000 abitanti e ricevette lo status di città di sviluppo. Nel corso del tempo, la città ha conservato il suo status demografico ebraico religioso-tradizionale e in seguito è stato creato anche un quartiere ebraico ultraortodosso, dove risiede Gur Hassids.
Nel dicembre 2011, secondo l'Ufficio centrale di statistica, la città aveva una popolazione di 8 705 abitanti, con una crescita della popolazione dello 0%.